# Montecastello
Montecastello és un municipi al territori de la província d'Alessandria, a la regió del Piemont (Itàlia). Limita amb els municipis d'Alessandria, Bassignana, Pecetto di Valenza, Pietra Marazzi, Piovera i Rivarone. Pertanyen al municipi les frazioni de San Bernardo i San Zeno.

## Galeria fotogràfica

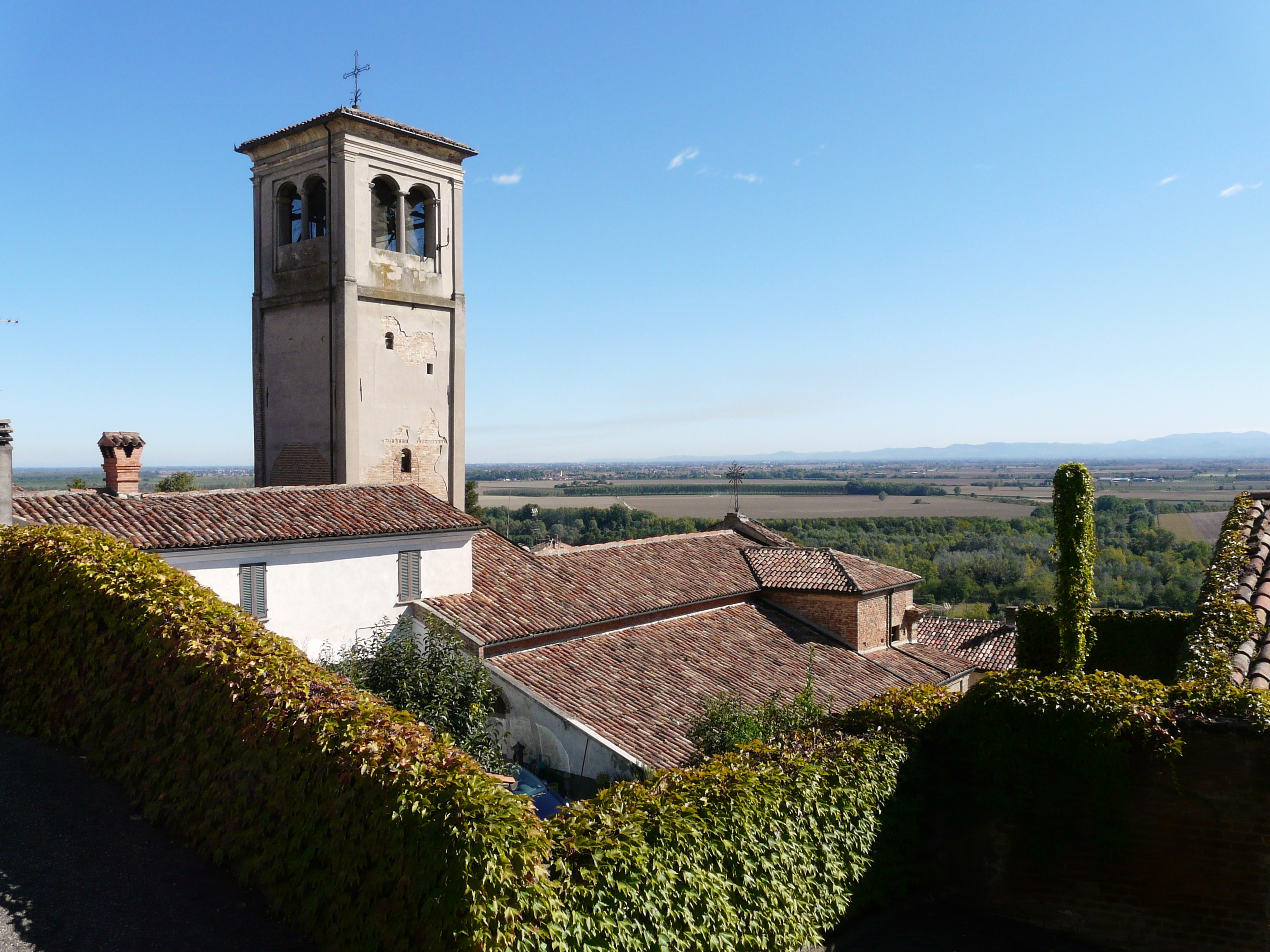
Centre històric i església de Sta. Maria
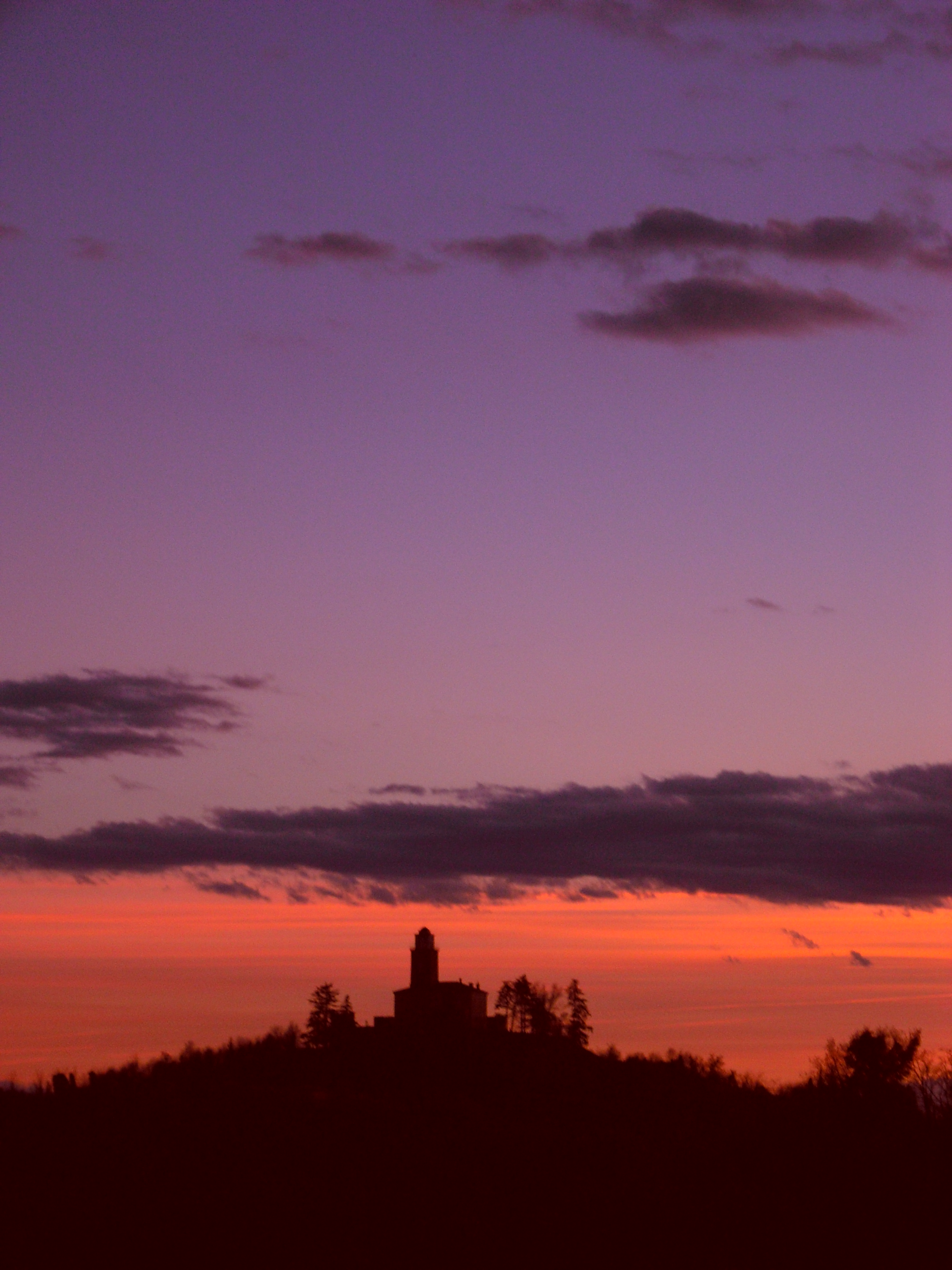
Posta de sol
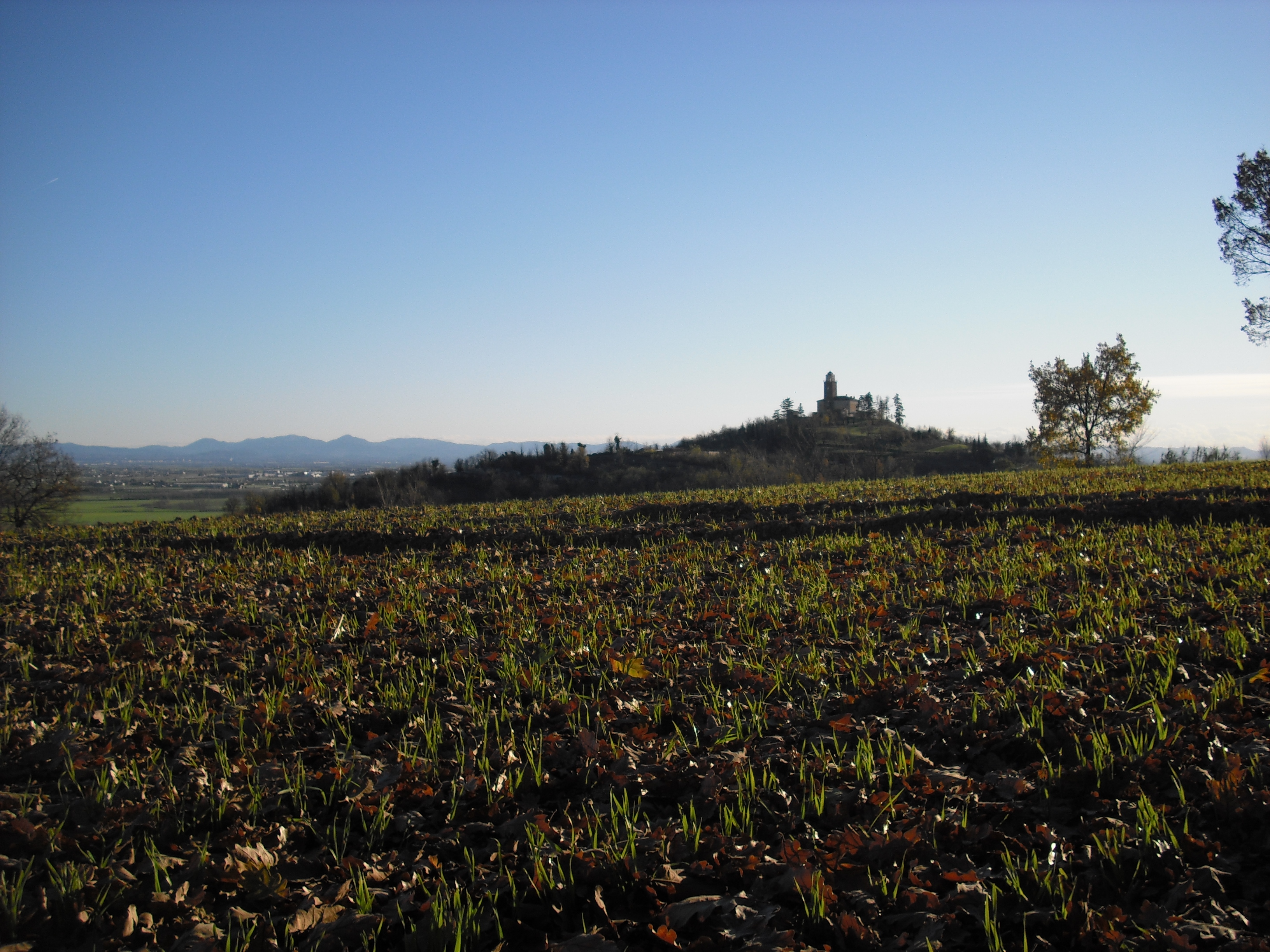
Panorama